# Tesalia
Tesalia là một khu tự quản thuộc tỉnh Huila, Colombia. Thủ phủ của khu tự quản Tesalia đóng tại Tesalia Khu tự quản Tesalia có diện tích 502 ki lô mét vuông. Đến thời điểm ngày 28 tháng 5 năm 2005, khu tự quản Tesalia có dân số 7546 người.